# Брием, Паудль
Паудль Якоб Брием (исл. Páll Jakob Briem; 19 октября 1856 — 17 декабря 1904) — исландский сислюмадюр, амтмадюр и член Альтинга, который считался одним из самых значимых людей своего времени в Исландии.

## Биография
Паудль родился в Эспихоудле в Эйяфьярдарсисле в семье сислюмадюра Эггерта Бриема (исл. Eggert Briem; 1811—1894) и его жены Ингибьёрг Эйриксдоуттир (исл. Ingibjörg Eiríksdóttir; 1827—1890), домохозяйки. Он рос в Эйяфьярдарсисле, а затем с 1861 года жил в Скагафьярдарсисле, после того его отец стал там сислюмадюром. Среди братьев и сестер Паудля были будущие члены Альтинга Эйрикюр Брием, Гюннлёйгюр Брием и Олавюр Брием, а также сестра-близнец Паудля Элин Брием, основатель Hússtjórnaskóli Reykjavíkur.
Первой женой Паудля в 1886 году стала Кристин Гвюдмюндсдоуттир (исл. Kristín Guðmundsdóttir; 1865—1887), пара имела всего одного ребенка. В 1895 году он женился на Аульфхейдюр Хельге Хельгадоуттир (исл. Álfheiður Helga Helgadóttir; 1868—1962), пара имела четверо детей.
Паудль окончил гимназию в 1878 году и Копенгагенский университет в 1884 году, получив степень кандидата юриспруденции. Затем в течение одного года он был представителем прокурора в Верховном суде в Копенгагене. Затем, прежде чем получить должность государственного служащего и вернуться в Исландию, он получил грант государственного казначейства Дании для изучения исландского права времен эпохи народовластия и работал над древними архивами с 1885 по 1886 годы. В 1885 году Паудль опубликовал трактат об исландском средневековом правовом кодексе Grágás в журнале Исландского литературного общества.
После приезда в Исландию он был назначен сислюмадюром в Даласисле в 1886 году, но спустя год стал юристом в Верховном суде. В 1890 году он стал сислюмадюром в Раунгаурвадласисле и жил в Одди, а затем в Аурбайере в Хольте. Будучи сислюмсдюром, Брием отличился своей энергичной борьбой за развитие народного образования и сельского хозяйства, в частности овцеводства. Был членом Альтинга 1887—1892 годах.
12 сентября 1894 года он был назначен амтмадюром в Северо-Восточном амте и жил в Акюрейри. По его инициативе с 1897 по 1901 годы в Исландии издавался исландский экономико-юридического журнал Lögfræðingur, статьи в котором большей частью были написаны им самим. Паудль был амтмадюром в течение десяти лет, пока 1 августа 1904 года эта должность не была упразднена.
Зиму 1899—1900 он провел в Копенгагене и Берлине, где по просьбе нескольких членов исландского Альтинга он проводил переговоры по поводу конституции Исландии, но датское правительство не одобрило его предложение о посредничестве. Однако он представил свое предложение о посредничестве Альтингу в 1901 году, где оно было принято исключительно по случайным обстоятельствам, поскольку голоса за и против разделились практически поровну. Выступив в Альтинге, Паудль спас исландскую правую партию от раскола, но тем самым вызвал такое сильное недовольство собой, что ему не удалось стать членом парламента вплоть до дополнительных выборов осенью 1904 года, когда его избрали от Акюрейри.
Осенью 1904 года Паудль переехал из Акюрейри в Рейкьявик, где был назначен генеральным директором Íslandsbanki, но умер через некоторое время после этого, так и не успев ни попасть в парламент, ни занять должность руководителя банка.

## Борьба за права женщин
Паудль Брием был одним из первых сторонников прав женщин в Исландии и 19 июля 1885 года прочитал лекцию под названием «О свободе и образовании для женщин». Лекция была прочитана на собрании женской благотворительной организации Thorvaldsensfélag, а позже опубликована в виде брошюры издательством Сигюрдюра Кристьяунссона в Рейкьявике. В своей лекции Паудль рассказывал об истории борьбы за права женщин в Соединенных Штатах и европейских странах, а также о различных активистках-женщинах. Среди всего прочего он сказал:

Когда я говорю о борьбе за свободу женщин, я имею в виду борьбу за освобождение женщин от угнетения и рабства — кажется, что этого пока не происходит нигде в образованных странах, — но я всё равно говорю о борьбе за это, что бы женщины получили права, получили власть… Свобода женщин тесно связана с их образованием, поэтому что женщины-активистки больше всего хотят, чтобы женщинам было дано право на получение образования наравне с мужчинами, а затем они получили все те должности, которые могут получить мужчины с таким же образованием…
Оригинальный текст (исланд.)Þegar jeg tala um baráttuna fyrir frelsi kvenna, þá á jeg eigi við baráttu til þes að losa kvennfólk undan kúgun og þrældómi- mjer virðist að slíkt eigi sjer hvergi stað í menntuðum löndum – heldur tala jeg um baráttuna fyrir því, að kvennmenn fái rjettindi, fái vald. …Nátengt frelsi kvenna er menntun þeirra, því að það, sem kvennfrelsismenn æskja einna mest, er, að kvennmenn fái rjett til að geta náð menntun jafnt við karlmenn, og þá enn fremur fengið ýmsar stöður sem jafn menntaðir karlmenn geta fengið…